# La Wallonie
La Wallonie war eine belgische, französischsprachige Literaturzeitschrift. Sie erschien von 1886 bis 1892, zunächst in Lüttich, ab 1890 abwechselnd in Lüttich und Paris. Als eine der ersten Zeitschriften verbreitete sie die Literatur des Symbolismus. Weil es in Frankreich keine vergleichbare Zeitschrift gab, arbeiteten neben belgischen Dichtern wie Émile Verhaeren, Maurice Maeterlinck und Grégoire Le Roy auch französische Autoren wie Paul Verlaine, Stéphane Mallarmé und René Ghil an La Wallonie mit. Auch die ersten Werke von Paul Valéry und André Gide erschienen dort.

## Quelle
- Hannelore Gärtner: La Wallonie. In: Herbert Greiner-Mai (Hg.): Kleines Wörterbuch der Weltliteratur. VEB Bibliographisches Institut Leipzig 1983. S. 162.